# Títulos do Clube Atlético Mineiro
Esta é uma lista de títulos do Clube Atlético Mineiro. Apresenta uma relação de conquistas no futebol, principal modalidade praticada pelo clube, incluindo a categoria profissional, divisões de base e futebol feminino.

## Competições oficiais
| HONRARIAS    | HONRARIAS                       | HONRARIAS | HONRARIAS |
|              | Competição                      | Títulos   | Temporadas |
| ------------ | ------------------------------- | --------- | --- |
|              | Tríplice Coroa Nacional         | 1         | 2021 |
|              | 2° Melhor Clube do Mundo        | 1         | Condecoração outorgada em 2022 pela IFFHS, abrange o período de Janeiro a Dezembro de 2021. |
| CONTINENTAIS |                                 |           | |
|              | Competição                      | Títulos   | Temporadas |
|              | Copa Libertadores da América    | 1         | 2013 |
|              | Recopa Sul-Americana            | 1         | 2014 |
|              | Copa CONMEBOL                   | 2         | 1992 e 1997 |
| NACIONAIS    |                                 |           | |
|              | Competição                      | Títulos   | Temporadas |
|              | Campeonato Brasileiro           | 3         | 1937, 1971 e 2021 |
|              | Copa do Brasil                  | 2         | 2014 e 2021 |
|              | Supercopa do Brasil             | 1         | 2022 |
|              | Copa dos Campeões do Brasil     | 1         | 1978 |
|              | Campeonato Brasileiro - Série B | 1         | 2006 |
| ESTADUAIS    |                                 |           | |
|              | Competição                      | Títulos   | Temporadas |
|              | Campeonato Mineiro              | 50        | 1915, 1926, 1927, 1931, 1932, 1936, 1938, 1939, 1941, 1942, 1946, 1947, 1949, 1950, 1952, 1953, 1954, 1955, 1956, 1958, 1962, 1963, 1970, 1976, 1978, 1979, 1980, 1981, 1982, 1983, 1985, 1986, 1988, 1989, 1991, 1995, 1999, 2000, 2007, 2010, 2012, 2013, 2015, 2017, 2020, 2021, 2022, 2023, 2024, 2025 |
|              | Taça Minas Gerais               | 5         | 1975, 1976, 1979, 1986 e 1987 |
|              | Taça Belo Horizonte             | 3         | 1970, 1971 e 1972 |
|              | Torneio da FMF                  | 1         | 1974 |
|              | Torneio Incentivo Mineiro - FMF | 1         | 1993 |
|              | Torneio Início                  | 8         | 1928, 1931, 1932, 1939, 1947, 1949, 1950 e 1954 |
| MUNICIPAIS   |                                 |           | |
|              | Competição                      | Títulos   | Temporadas |
|              | Taça Bueno Brandão              | 1         | 1914 |
|              | Copa Belo Horizonte             | 1         | 1959 |
| TOTAL        |                                 |           | |
|              | Conquistas                      | Títulos   | Categorias |
|              | Títulos oficiais                | 82        | 4 Continentais, 8 Nacionais, 68 Estaduais e 2 Municipais |

 Campeão invicto

### Principais torneios e taças internacionais (24 títulos)
- Taça Internacional de Belo Horizonte: 1929. Disputado num jogo amistoso contra o Vitória de Setúbal
- Troféu TSV 1860: 1950.  (Excursão à Europa) Disputado num jogo amistoso contra o TSV 1860 München
- Taça Supporters Allez Stade a Belo Horizonte - Paris: 1950 (Excursão à Europa) Disputado num jogo amistoso contra o Stade Français
- Torneio Internacional de Minas Gerais:  Troféu João Havelange  1966.*  (Disputado contra o Club Atlético Cerro, América e Cruzeiro. Titulo dividido com o Cerro).
- Triangular Internacional de Belo Horizonte: 1966.*  (Disputado contra Seleção Uruguaia e Santos FC)
- Torneio Quadrangular: 1966.*  (Torneio Internacional disputado contra o Cruzeiro, América e Belenenses. Titulo dividido com o Cruzeiro).
- Troféu Geraldo José de Almeida: 1969. (Disputado contra a Seleção da União Soviética)
- Torneio dos Gigantes: 1969.* (Disputado contra Vélez Sársfield,Internacional e San Lorenzo de Almagro
- Torneio José Guilherme: 1970.*  (Disputado contra Seleção Romena e Spartak e Cruzeiro)
- Taça Gil César Moreira de Abreu: 1970.  (Troféu adicional ao vencedor do Torneio José Guilherme)
- Torneio de León: 1972.* (Disputado contra a Seleção Mexicana A,Selecao Mexicana B)
- Troféu Conde de Fenosa: 1976.
- Taça Jeddah: 1977.
- Torneio Cidade de Vigo: 1977.
- Torneio da Costa do Sol: 1980.
- Torneio de Paris: 1982.
- Torneio de Bilbao: 1982.
- Torneio de Berna: 1983.
- Torneio de Amsterdã: 1984.
- Troféu Ramón de Carranza: 1990.
- Copa TDK: 1993.
- Copa Centenário de Belo Horizonte: 1997.
- Copa Millenium: 1999.
- Torneio dos Três Continentes: 1999.
- Trofeu Banco Santander: 2014.* (Concedido ao Campeão da Recopa de 2014)
- Florida Cup: 2016.

### Torneios e taças nacionais (29 títulos)
- Taça XII de Outubro: 1925. (Disputado num amistoso contra o A.A. Caçapavense)
- Taça  A.M.C.D: 1929.* (Disputado num amistoso contra o São Cristovão)
- Troféu  Dr. Moura Costa : 1929.* (Disputado num amistoso contra o São Cristovão)
- Taça Alaor Prata: 1939.* (Disputado em uma melhor de 3 partidas contra o Fluminense)
- Taça Alberto Pinheiro: 1947.* (Disputado num jogo amistoso contra o São Paulo FC)
- Torneio Quadrangular de Colatina: 1953.* (Inauguração do Estádio Justiniano de Mello e Silva)
- Torneio Quadrangular de Belo Horizonte: 1955
- Torneio Quadrangular Ricardo Serran: 1960  (Troféu Brigadeiro Dirceu de Paiva Guimarães)
- Torneio Triangular de Belo Horizonte: Taça A.M.C.E 1955.* (Dividido com o América)
- Torneio Triangular de Franca: 1956.
- (4) Taça Brasil — Zona Sudeste Central: 1959, 1963, 1964 e 1967.* (Título simbólico da fase regional da Taça Brasil)
- Troféu Ivo Magalhães: 1963.(Disputado num jogo amistoso contra a Seleção de Brasilia)
- Taça Brasil — Zona Sul: 1964.* (Título simbólico da fase regional da Taça Brasil)
- Taça Brasil — Zona Sudoeste: 1964.* (Título simbólico da fase regional da Taça Brasil)
- Troféu Carijó Cruzmaltino: 1968.(Ofertado pela comitiva vascaina num jogo amistoso de confraternização contra o Vasco-RJ no Mineirão).
- Troféu Souza Lima : 1969. (Disputado num jogo amistoso no Mineirão contra a Seleção Brasileira de Pelé, que viria a ser Tri-Campeã mundial em 1970.Atlético Mineiro 2x1 Seleção Brasileira) [3]
- Troféu Independência: 1969.* (Disputado num jogo do Robertão contra o Grêmio-RS)
- Torneio Cidade de Goiânia: 1970.(Torneio Quadrangular - Troféu Antônio Aciolli)
- Torneio Cidade de São José dos Campos: 1970.
- Taça Independência: 1971.* (Disputado num jogo do Campeonato Brasileiro contra o Santos FC)
- Taça Duque de Caxias: 1971.* (Disputado num jogo do Campeonato Brasileiro contra o Flamengo)
- Troféu Gov. João Walter de Andrade: e Troféu General Álvaro Cardoso: 1971. (Disputados num jogo amistoso contra o Fast - AM.)  [4]
- Taça do Trabalho: 1972.(Disputado num jogo amistoso contra o Flamengo-RJ, após o sorteio na moeda, o capitão Normandes ergue o taça)
- Taça Vitória - Minas: 1974.
- Troféu Mineirão 13 anos:1978. (Disputado num jogo amistoso contra o Guarani- SP)
- Troféu Minas Gerais:1980. (Disputado num jogo amistoso contra o Flamengo-RJ)  [5]
- Troféu Brasília 21 anos: 1981.
- Taça de Ouro 1ºTurno - Grupo A: 1985.
- Copa Brasil - Quartas de final: 1986.  (Troféu concedido ao Atlético pela classificação) Campeonato Brasileiro contra o Cruzeiro)
- Copa União Turno - Grupo A: 1987. (Invicto)
- Copa União Returno - Grupo A: 1987. (Invicto)
- Taça do Governo de Minas Gerais: 1998.  (Disputado num jogo do Campeonato Brasileiro contra o São Paulo FC)
- Troféu Acesso FBA: 2006.
- Troféu Osmar Santos: 2012 e 2021. (Campeão do 1º Turno do Campeonato Brasileiro)
- Troféu João Saldanha: 2021 e 2023.  (Campeão do 2º Turno do Campeonato Brasileiro)

- Relação em constante atualização.

### Torneios e taças estaduais
- Torneio Associação do Pão de Santo Antônio de Diamantina 1917.
- Taça Souza Cruz: 1919.*  (Melhor de três amistosos contra o Athletic-SJDR)
- Taça Club Bello Horizonte: 1919.*  (Jogo amistoso contra o Democrata-SL)
- Torneio Imprensa: "Taça Jornal de Minas" 1921.
- Taça Concórdia: 1922.
- Taça Palestra Itália : 1922.*  (Jogo amistoso contra o América-MG)
- Taça Morro Velho: 1922.*  (Jogo amistoso entre Cruzeiro e Atlético
- Troféu Vanatônico: 1923.*  (Jogo amistoso contra o Cruzeiro)
- Taça Independência: 1927.  (Jogo amistoso contra o Tupynambás na Semana da Independência)
- Taça Atlético versus Calafate: 1927
- Taça Triângulo de Minas Gerais: 1927.  (Jogo amistoso contra o Uberaba)
- Taça "Getulinho": 1927.  (Jogo amistoso contra o Sport Club)
- Taça Presidente Antônio Carlos: 1928.  (Taça que representou o torneio inicio)
- Taça Bombonniére Royal: 1928.*  (Jogo amistoso contra o Sparta de SJDR)
- Taça Sport Club Juiz de Fora: 1929
- Taça Moura Costa: 1931.  (Taça que representou o torneio inicio)
- Taça Diario da Tarde: 1931. (Taça oferecida no  Jogo principal, amistoso contra o Fluminense no Festival do Fluminense F.C - BH).
- Troféu Arthur Friedenreich: 1933.  (Jogo amistoso contra o Siderúrgica)
- Taça Palace Hotel: 1933.  (Jogo amistoso contra o América)
- Taça Leandro Castilho de "Moura Costa": 1933.*  (Jogo amistoso contra o Cruzeiro)
- Taça Dr. Boulanger: 1934.*  (Jogo amistoso contra o Uberaba)
- Taça Sete de Setembro: 1934 e 1950.  (Jogos amistosos contra o Sete de Setembro em comemoração ao seu aniversário e a Semana da Independência)
- Taça Oliveira Costa: 1941.
- Taça Major Ernesto Dorneles: 1941.
- Taça Anibal Benévulo: 1942.
- Taça Relâmpago: 1943. (Torneio Relâmpago, reuniu Atlético, Cruzeiro e América) .
- Taça Cinquentenário de Belo Horizonte: 1947.  (Taça que representou o torneio inicio)
- Taça Superba: 1947.
- Taça Geraldo de Vasconcellos: 1947.
- Torneio Otacílio Negrão de Lima: 1948.
- Torneio Quadrangular Governador Juscelino Kubitschek : (Taça Prefeito Olavo Costa)  1951.
- Troféu Manoel do Nascimento Vargas Neto: 1951.  (Jogo amistoso de aniversário de 39 anos do Tupi)
- Troféu Centenário Cidade de Teófilo Otoni: 1953.  (Jogo amistoso contra o Atlético de Teófilo Otoni).
- Troféu "Ao Tetra-Campeão de Minas": 1956.  (Jogo amistoso de inauguração de  melhorias do Estádio:Cesar   Julião Sales, contra o Pedro Leopoldo F.C).
- Taça Bias Fortes: 1957.
- Torneio do Trabalhador: 1957.
- Troféu Casa do Esporte: 1957.
- Torneio Triangular Fabril EC 25 Anos: 1957.
- (2) Torneio Eliminatório da FMF: 1958 (Turno Único)  e 1959 (Turno e Returno/Zona Centro).
- Taça Osvaldo de Carvalho: 1961.
- Taça Jorge Ferreira: 1961.
- Taça  Minas Gerais:  1963. (Troféu concedido pelo Conselho Nacional de Desportos mineiro, ao campeão do Campeonato Mineiro de 1963)
- Taça dos Invictos: 1967. (28 jogos)
- Troféu da Fraternidade: 1969.
- Torneio da Inconfidência: 1970.  (O Atlético atuando com reservas recebeu a Taça Inconfidência)
- Taça Independência: 1970. **  (Jogo do Campeonato Mineiro contra o América em comemoração aos 05 anos do Mineirão) e entrega de faixas ao Atlético
- Trofeu Governador Rondon Pacheco: 1975.*  (Jogo amistoso contra o América-MG, inauguração do sistema de iluminação do Estadio Mineirão)
- Troféu Inconfidência: 1975.  (Jogo do Campeonato Mineiro contra o Cruzeiro Esporte Clube)  [6]
- Taça Governador do Estado: 1976.  (Turno do Campeonato Mineiro)
- Torneio Governador Aureliano Chaves: 1977.
- Taça Governador do Estado: 1983.  (Turno do Campeonato Mineiro)
- Troféu Sérgio Ferrara: 1985.
- Taça 40 anos do Sindicato dos Jornalistas: 1985.
- Taça Governador do Estado: 1985 e 1986.  (Returno do Campeonato Mineiro)
- Troféu "Seu Zico": 1987.  (Homenagem ao pai do Telê Santana no aniversário do Mineirão)
- Troféu Estadio do Mineirão": 1987  ( Em comemoração ao aniversário de 22 anos do Mineirão)
- Taça  Minas Gerais:  1996. (1°Turno do Campeonato Mineiro)
- Troféu Jorge Hammer: 1999.
- Taça Governador do Estado:  1999. (Octogonal final do Campeonato Mineiro)
- Troféu FAAP atletas: 1999. (Concedido ao Campeão Mineiro)
- Troféu Cervejaria Kaiser: 1999. (Concedido ao Campeão Mineiro)
- Troféu Uberaba 180 anos: 2000.
- Taça Classico dos 200 anos: 2008.
- Troféu AMCE 70 anos: 2009. (Jogo do turno do Campeonato Brasileiro contra o Cruzeiro Esporte Clube)  [7]
- Taça Centenário de Divinópolis: 2012.
- Taça 100º Campeão Mineiro de Futebol - FMF: 2012.
- Relação em constante atualização.

## Honrarias
- Festival Júlio Bueno Brandão: 1912.
- Campeão de Belo Horizonte (Revista Vita): 1913.
- Campeão de Belo Horizonte (LMEA): 1916.
- Taça Palestra Itália : 1931.* (Homenagem do Pres. Dr. Américo Gasparinni, ao Pres. Anibal Mattos, do Atlético).
- Troféu "Ao Campeão de Minas": 1950.* (Homenagem dos pernambucanos, pela excursão a Europa)
- Campeão da Disciplina (Fair Play) CBD: 1971.
- Melhor Clube do Mundo (Mês de Junho - Ranking da IFFHS):[8] 2000
- Campeão Mineiro do Século XX - FMF: 2000.
- Campeão do Século XX - Revista Placar: 2007.
- Troféu Globo Minas: 2008.  Pelo Centenário
- Troféu Guará Especial: 2008.  Pelo Centenário
- Melhor Centro de Treinamento do Brasil (Levantamento feito pela Sportv e pela Universidade Federal de Viçosa-UFV):2010
- Troféu Guará: 1963, 1970, 1976, 1978, 1979, 1980, 1981, 1982, 1983, 1985, 1986, 1988, 1989, 1991, 1995, 1999, 2000, 2007, 2010, 2012 e 2013.  Campeão do Ano
- Clube Clássico FIFA: 2008 - "Clubes clásicos: Atlético Mineiro, un grande más allá de los títulos" (FIFA.com) 04 abr. 2008
- Troféu Mesa Redonda Gazeta Esportiva: 2008.  Pelo Centenário
- Campeão de Público do Campeonato Brasileiro: 1971, 1977, 1986, 1990, 1991, 1994, 1995, 1996, 1997, 1999, 2001 e 2021
- Melhor Mandante da história do futebol brasileiro:[9] 2013
- 6° Melhor Clube do Mundo (Ranking da FIFA): 2013
- 3° Melhor Centro de Treinamento do Mundo (Levantamento feito pela Eurosport ) : 2014
- Melhor Mandante da história do futebol Mundial (PVC- ESPN): 2014
- Troféu Globo Minas: 2014.  Pela conquista da Taça Libertadores da América de 2013
- Troféu Globo Minas: 2015.  Pela conquista da Copa do Brasil de 2014
- Troféu de Melhor Jogo do Ano de 2014 (Prêmio Trivela): 2015. Pelo jogo Atlético 4x1 Flamengo semi final da copa do Brasil de 2014
- MOST POPULAR FOOTBALL CLUB IN BRAZIL 2016 : 2016.Votação feita pela Global Vote em 2016, na qual o galo ficou em 1° lugar do Brasil com 47.68% dos votos
- MOST POPULAR FOOTBALL CLUB IN THE WORLD 2016 (3° Lugar) : 2016. Votação feita pela Global Vote em 2016, em sistema de mata-mata entre os clubes mais votados de cada país participante, em que  o Galo ficou em 3° lugar com 38.617 votos ( 48.59% dos votos na semi final) [carece de fontes?]
- Troféu Fair Play do Brasileirão: 2020.[10]
- 9º Melhor Clube da América do Sul na década 2011-2020
- Tríplice Coroa Nacional: 2021
- Melhor Clube do Mundo (Mês de Fevereiro de 2022 segundo Ranking da IFFHS) [11]

## Categorias de base

#### Aspirantes
- Campeonato Mineiro de Aspirantes: 12 vezes — 1923, 1927, 1928, 1929, 1931, 1932 LMDT, 1933, 1935, 1944, 1949, 1952 e 1953.

- Taça Sete de setembro: 1923. (Jogo preliminar  amistoso com o Cruzeiro - MG, no aniversário do Sete de Setembro F.C).
- Taça  Esperança F.C: 1930. (Jogo preliminar  amistoso contra o Esperança F.C no festival do Esperança F.C).
- Taça Olga Guidi: 1931. (Jogo preliminar  amistoso com o Cruzeiro (equipes extras) no festival do Sta.Cruz F.C.).

* Nota: Corresponde ao Segundo Quadro do elenco titular.

#### Sub-21
- Talents Cup: 2008

#### Sub-20
- Campeonato Brasileiro Sub-20: 2020
- Copa do Brasil Sub-20: 2017
- Campeonato Mineiro Júnior: 34 vezes — 1945, 1946, 1947, 1951, 1952, 1955, 1958, 1962, 1967, 1969, 1970, 1972, 1973, 1975, 1976, 1977, 1978, 1979, 1980, 1982, 1984, 1985, 1988, 1991, 1992, 1994, 1995, 2005, 2006, 2007, 2010, 2012, 2017 e 2019.
- Copa São Paulo: 3 vezes — 1975-1976, 1983.
- Taça Belo Horizonte (Versão Sub-20): 5 vezes — 1988-1989, 2005, 2009 e 2011.
- Supercopa São Paulo de Futebol Júnior: 1994.
- Copa Integração: 4 vezes — 2002-2003-2007 e 2009.
- Copa Itatiaia: 1977.
- Taça Minas Gerais: 1995.
- Super Copa Minas Gerais: 1995.
- Taça Cidade de Londrina 1996.
- Copa Minas Gerais: 2002.
- Torneio Fortuna Sittard: 2002.
- Torneio de Grandes Clubes: 2004.
- Torneio de Terborg: 4 vezes — 2006, 2008, 2016 e 2017.
- Torneio de Ennepetal : 3 vezes — 2005, 2008 e 2014.
- Torneio Kvarneska Rivjera: 2 vezes — 2003 e 2005.
- Troféu AMCE 70 anos: 2009.
- Torneio ICGT (International Cor Groenewegen Toernooi): 3 vezes — 2011-2012 e 2013.
- * Nota: * Até 1979, não existia a Categoria Júnior e os atletas com essa idade pertenciam à Categoria Juvenil.

#### Sub-19
- Torneio de Oberndorf: 2004.

#### Sub-17
- Torneio Future Champions: 5 vezes — 2010, 2011, 2011, 2012 e 2014
- Copa do Brasil Sub-17: 2014
- Taça Belo Horizonte (Versão Sub-17): 1 vez — 2018
- Campeonato Mineiro Juvenil: 24 vezes — 1967, 1969, 1970, 1972, 1975, 1983, 1987, 1988, 1991, 1993, 1994, 1995, 2001, 2002, 2003, 2005, 2006, 2011, 2012, 2013, 2016, 2017, 2018 e 2021.
- Troféu Nereo Rocco (Gradisca d'Isonzo): 4 vezes — 2004, 2006-2007-2008.
- Copa Integração: 2 vezes — 2006 e 2008.
- Taça Rio: 2 vezes — 1988, 2003.
- Taça Brasília: 2000.
- Copa Santiago de Futebol Juvenil: 2006.
- Troféu Prefeito Antônio Cândido de Figueiredo: 2017. Em comemoração aos 80 anos de existência do MEC (Minas Esporte Clube)
- Troféu 14 Bis: 2017.  Competição em homenagem ao Pai da Aviação Alberto Santos Dumont, em Barbacena MG
- Coffee Tournament: 2024.[12]
- Torneio Benfica Campus: 2024. [13].
- Alcans South America Cup: 2025. [14]
- Troféu Mario Helênio: 2025. Em comemoração ao aniversário de 175 anos de Juiz de Fora.

#### Sub-16
- Copa União de BH - IMEF: 2021.
- Surf Cup International : 2023 e 2024.[16]
- Copa Brasileirinho : 2024, [17]2025.[18].

#### Sub-15
- Copa do Brasil Sub-15: 2015
- Campeonato Mineiro Infantil: 25 vezes — 1971, 1972, 1973, 1974, 1977, 1978, 1980, 1985, 1986, 1988, 1989, 1990, 1991, 1992, 1994, 1995, 2009, 2010, 2012, 2013, 2015, 2017, 2019, 2022 e 2023.
- Copa Laranjal Paulista: 2015
- Campeonato Mineiro - IMEF (Instituto mineiro das escolas de futebol): 2010.  Modulo vermelho.
- BH Cup Sub 15: 2010, 2015, 2023 e 2025[19] . Antiga Youth Cup.
- Taça São Paulo de Futebol Infantil: 2 vezes — 1972 e 1987.
- Copa Integração: 2005 e 2010.
- Copa Rotary (Barretos): 1987.
- Torneio Internacional Austrália: 1990.
- Torneio Lincoln Alves: 1994.
- 1º Desafio Mineiro “Escolinha” Copa Record: 1994.
- Copa da Paz: 2000.
- Taça Brasília: 2000.
- Copa da Amizade Brasil-Japão: 2000 e 2010.
- Copa Centenário Wadson Lima: 2008.
- Copa Gazetinha - Troféu Nelson Teixeira: 2010 e 2011.
- Troféu Cidade de Ibiraçu - ES: 2010, 2011 e 2012.  Campeão da 1ª fase - Grupo 1 da Copa Gazetinha.
- Copa Dadazinho: 2012.
- Copa Aniversário Cidade de Timóteo: 2022.
- Torneio Benfica Campus: 2023.
- Copa 2 de Julho: 2023.
- Coffee Tournament: 2024.[20]

#### Sub-14
- Campeonato Mineiro Pré-Infantil: 3 vezes — 2017, 2018 e 2019.
- Copa Brasileirinho Internacional: 2018
- Torneio Elmer Guilherme Ferreira: 2 vezes — 1994 e 1996.
- Copa Internacional: 2000.
- Copa Integração: 2008.
- Copa Aniversário Cidade de Timóteo: 3 vezes — 2005, 2007 e 2010.
- Copa União IMEF : 2025.

#### Sub-13
- Campeonato Mineiro: 1 vez — 1970.
- Campeonato Mineiro - IMEF (Instituto Mineiro das Escolas de Futebol): 2010.  Modulo vermelho.
- Taça Elmer Guilherme Ferreira: 1993.
- Taça São Lourenço - MG: 2004.
- Campeonato da AEFEMG - Ass. das Escolas de Futebol de Minas Gerais: 2006.
- Copa Integração : 2008.
- Copa Carlos Germano: 2016
- Copa Aniversário Cidade de Timóteo: 2018.
- Copa Brasileirinho Internacional:2022.[22]

#### Sub-11
- Copa Cavaleiro Negro: 1999.
- Torneio Internacional Gran Canária: 1999.
- Copa Internacional: 2000.
- Campeonato da AEFEMG - Ass. das Escolas de Futebol de Minas Gerais: 2006.
- Copa Paulo Isidoro: 2007.
- Copa Sest/Senat Futebol de Campo: 2007, 2008.

### Futebol feminino
- Campeonato Mineiro de Futebol Feminino: 10 vezes — 1983, 1984[23], 2006, 2009, 2010, 2011, 2012, 2020, 2021 e 2022.
- Copa Centenário Wadson Lima: 5 vezes — 1999, 2000, 2007, 2008 e 2009.
- Copa Belo Horizonte:  3 vezes — 2009, 2012 e 2019.
- Copa Integração: 2009.

## Esportes olímpicos

### Atletismo
- Troféu Ten. Cel. José Persilva: 1942  Campeão Geral.

Provas de 3.000 metros
- Corrida de São Silvestre: 1983 João da Mata

Tempo: 37min39s19
Distância: 12.6 km

### Basquete
Masculino (Adulto)
- Campeonato Mineiro:  1 vez: 1943  Primeira Divisão/Categoria
- Campeonato Mineiro:  1 vez: 1936  Primeira Divisão/ Segundo quadro - Aspirantes
- Torneio Inicio:  2 vezes:1931 e 1946.
- Campeonato Mineiro:  1 vez: 1942  Quarta Divisão/Categoria

Feminino (Adulto)
- Torneio Interestadual de Basquete Feminino::1988  (Troféu Esportes Maneiro)

### Ciclismo
Masculino (Adulto)
- Troféu Casa Cândido Gonçalves : 1936 (Hermogenes Netto conquistou pelo Atlético como 1º colocado da prova que o classificou para os Jogos Olímpicos de Berlim.).[24]

Masculino (Infantil)
- Corrida Ciclística "Folha de Minas" : 1941  Campeão Geral.
- Circuito Infantil de Belo Horizonte: 1941

### Handebol
Masculino (Adulto)
- Campeonato Mineiro: 3 vezes — 2000, 2001 e 2002.

### Tênis
Masculino
- Campeonato Mineiro:  2 vezes: 1935 e  1936  Por equipe.

### Tênis de mesa
Masculino - Primeira Classe
- Campeonato Mineiro:  1 vez: 1929  Por equipe.

Masculino - Segunda Classe
- Campeonato Mineiro:  1 vez: 1929  Por equipe.

### Voleibol
Masculino (Adulto)
- Campeonato Mineiro: 12 vezes — 1943, 1944, 1948, 1949, 1950, 1951, 1952, 1953, 1980, 1981, 1982 e 1983.
- Campeonato Metropolitano: 3 vezes —  1981, 1982 e 1983.
- Torneio Inicio Mineiro: 2 vezes — 1945 e 1950.

- Jogos Abertos de Cambuquira - MG: 3 vezes — 1949, 1953 e 1954.

Feminino (Adulto)
- Campeonato Mineiro: 3 vezes — 1957, 1958 e 1959.
- Jogos Abertos de Cambuquira: 1 vezes — 1958

Feminino (Aspirantes)
- Torneio Inicio Mineiro: 1950.

## Outros esportes

### Futebol de salão
Masculino (Adulto)

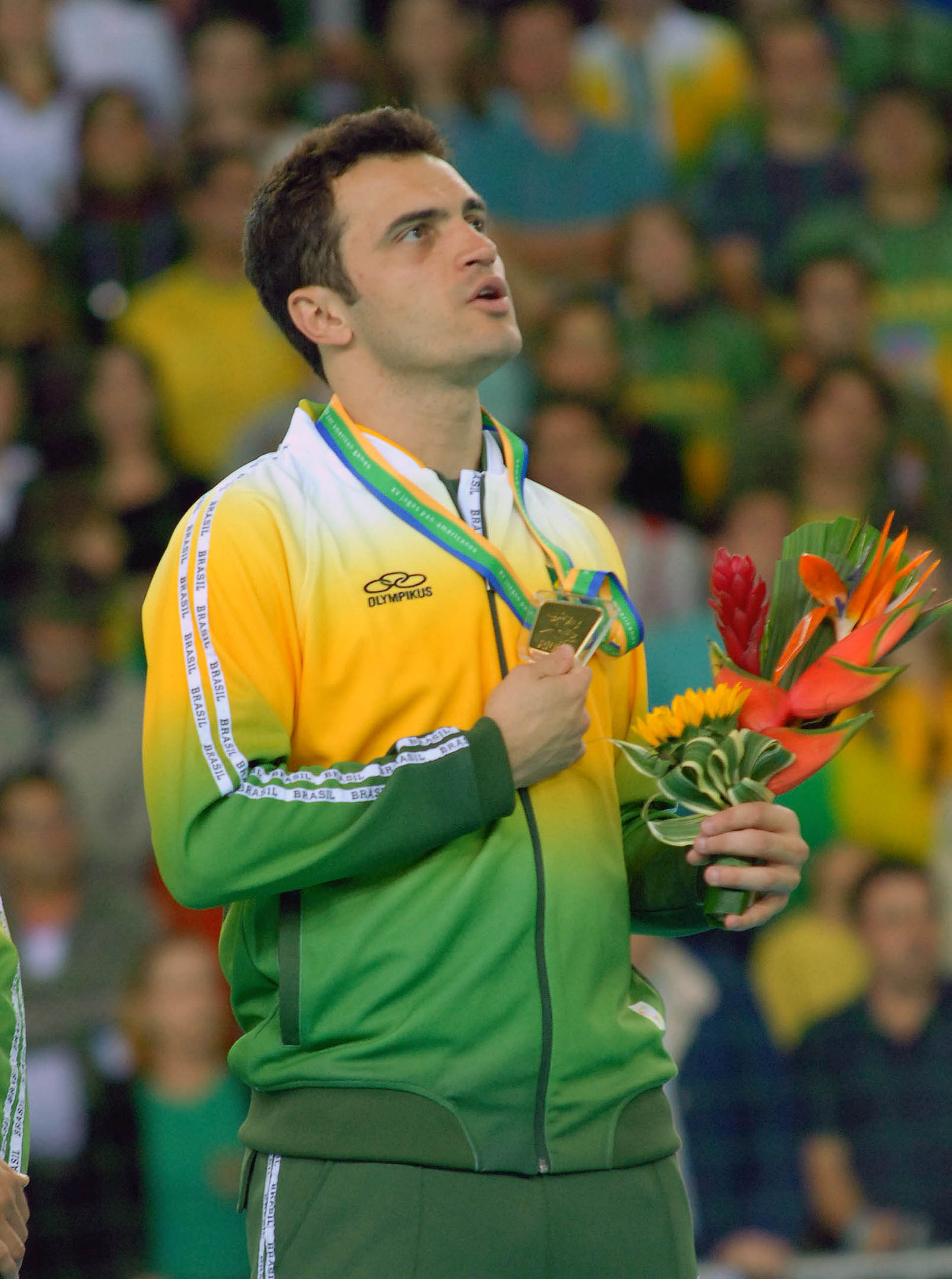
Falcão: campeão com o Atlético em 1999.

- Copa Intercontinental de Futsal: 1998
- Liga Brasileira de Futsal (2): 1997 e 1999.[25]
- Taça Brasil de Futsal: 1985.
- Torneio Internacional Cidade de Porto Alegre: 1979. Em comemoração de 06 anos do Ginásio Gigantinho
- Torneio Internacional Atlântica Boa Vista: 1982. Com participações das seleções da Checoslováquia e do Uruguai.
- Copa Ouro: 1980, 1984.  Invicto
- Taça Memorial Giovanni Cragnotti: 1998.
- Copa Centenário de Futsal: 1997.
- Taça Cidade de Botucatu: 1999.
- Campeonato Mineiro (11): 1968, 1969, 1973, 1974, 1976, 1977, 1979, 1984, 1998, 1999 e 2000.
- Campeonato Metropolitano (10): 1968, 1972, 1973, 1981, 1984, 1985, 1997, 1998, 1999 e 2000.

Masculino (Aspirante - 2º Quadro)
- Campeonato Metropolitano: 3 vezes — 1964, 1970, e 1971.

Masculino (Juvenil - Sub-20)
- Taça Brasil de Futsal: 3 vezes — 1985, 1998 e 2001.
- Campeonato Metropolitano: 10 vezes — 1962, 1965, 1976, 1977, 1983, 1984, 1986, 1998, 1999 e 2001.
- Campeonato Mineiro: 5 vezes — 1984, 1999, 2000, 2006 e 2007.
- Taça Minas Gerais: 2002.
- XVI Copa Sesc: 2003.

Masculino (Infanto - Sub-17)
- Campeonato Metropolitano: 5 vezes — 1971, 1972, 1997, 1998 e 2000.
- Campeonato Mineiro: 5 vezes — 1997, 1998, 1999, 2000 e 2008.
- 1º Torneio Futsal do Clube Libanês: 1999.
- 41º Olimpíadas de Campanha - MG: 1999.
- Taça-Minas Gerais: 2000.

Masculino (Infantil - Sub-15)
- Campeonato Metropolitano: 7 vezes — 1974, 1985, 1995, 1999, 2002, 2006 e 2007.
- Campeonato Mineiro: 6 vezes — 1984, 1994, 1999, 2000, 2001 e 2008.
- Taça Minas Gerais: 2001.
- Copa SESC: 2007.
- Liga Independente: 2007.
- I Copa Atlhetic Clube (São João Del Rei): 2007.

Masculino (Mirim - Sub-13)
- Campeonato Metropolitano: 3 vezes — 1971, 1985 e 2001.
- Campeonato Mineiro: 4 vezes — 1992, 1993, 1998 e 1999.
- I Copa Ktá - Cataguases (MG): 2007.
- Copa SESC : 2007.

Masculino (Mirim - Sub-12)

- Campeonato Metropolitano: 1 vez - 2023

Masculino (Pré-Mirim - Sub-11)
- Campeonato Metropolitano: 5 vezes — 1994, 2005, 2007, 2008 e 2023
- Campeonato Mineiro: 2 vezes - 2007 e 2019.
- IX Copa Méritus: 2007.
- Copa 157 anos de Juiz de Fora: 2007.

Masculino (Fraldinha - Sub-9)
- Campeonato Metropolitano 2 vezes — 1992 e 1993.

### Futebol society
Masculino (Adulto)
- I Copa do Brasil de futebol Society:  2001.
- II Copa Nacional dos Campeões Futebol Society:  2003.

Masculino (Sub-15)
- II Campeonato Brasileiro de Clubes:  2003.
- Campeonato Metropolitano Entre Escolas FFSMG/Copa Pequita: 2007.  Vespertino.

Masculino (Sub-13)
- Copa Jornal Aqui: 2009.

Masculino (Sub-11)
- Campeonato Metropolitano Entre Escolas FFSMG/Copa Pequita: 2006, 2007.  Matutino.
- Copa Nacional de Futebol Society:  2008.
- Copa Jornal Aqui: 2009.  Matutino.
- Copa Jornal Aqui: 2009.  Vespertino.

Masculino (Sub-9)
- Campeonato Metropolitano Entre Escolas FFSMG/Copa Pequita: 2007.  Matutino.

Feminino (Adulto)
- Copa Alterosa Esporte: 2008.

### Futebol Americano
Masculino (Adulto)

### Nacionais
- Brasil Bowl 2018 e 2023
- Brasil Bowl  Conferência Sudeste : 2018, 2019, 2022, 2023 e 2024.

### Estaduais
- Campeonato Mineiro: 2018. 2019, 2022, 2023 e 2024[26].
- Minas Gerais Football League: 2021